# خانه فروزانفر
خانهٔ فروزانفر خانه‌ای ساخته‌شده در دورهٔ قاجار است که در شهر بشرویه، خیابان صاحب‌الزمان واقع شده است. این اثر در تاریخ ۲۴ آبان ۱۳۸۵ با شمارهٔ ثبت ۱۶۳۵۰ به‌عنوان یکی از آثار ملی ایران به ثبت رسیده است.

## معماری
این بنا طرحی ساده دارد. بنا دارای طاق‌نما، نورگیر، و بادگیر است که بر روی آن گچ‌بری دیده می‌شود.
این خانه زادگاه بدیع‌الزمان فروزانفر، ادیب، شاعر، و مصحح نامدار است.
خانه پدری بدیع‌الزمان فروزانفر در بشرویه است، آنجا که او متولد شد و دوران کودکی‌اش را در آن سپری کرد. این بنا ساختمانی هماهنگ با بافت تاریخی بشرویه با نماهای کاهگلی، سقف‌های گنبدی و بادگیرهای متعدد است. بشرویه در حاشیه کویر است و نوع خاصی از معماری را در بافت تاریخی خود جا داده است؛ خانه فروزانفر نیز مانند بسیاری از خانه‌های این بافت تاریخی، به دوره قاجار تعلق دارد و بخش‌های مختلف معماری آن دوره، مانند بادگیرهای برافراشته و اتاق‌هایی مشرف به حیاط مرکزی با حوضی در وسط آن، در این خانه نیز به زیبایی اجرا شده است. در گوشه‌ای از این بنا تنوری برای پخت نان قرار دارد که وجود آن ازجمله ویژگی‌های زندگی در خانه‌های قدیم بوده است.
این بنا که تقریباً ۲۰۰سال قدمت دارد، از نمونه‌های زیبای معماری قاجاری ایران در اقلیم گرم و خشک ایران است. این خانه بعدها به شخصی به‌نام سماواتی فروخته شد و پس از گمانه‌زنی‌های مختلف برای تبدیل‌شدن به موزه، اکنون کاربری شخصی دارد. البته هنوز امید است که این بنای زیبا، با عزتی که یادگارش، بدیع‌الزمان، به آن داده است، به موزه‌ای ماندگار تبدیل شود. خانه فروزانفر که ۲۴ آبان۱۳۸۵ ثبت ملی شد، پلانی ساده و درون‌گرا دارد، یعنی فضای هشتی، ورودی خانه را به راهرویی متصل می‌کند که از آنجا به حیاط مرکزی می‌رسد، حیاطی که در این مورد و نمونه‌های مشابه آن بسیار شکیل است و با طاق‌هایی در اطراف تزیین شده است که هر کدام از این طاق‌ها به فضاهای سرپوشیده اختصاصی پشت آن می‌رسد. همچنین تزئینات رسمی‌بندی و گچ‌بری زیبایی در بالای طاق‌نماها، نورگیر اتاق‌ها و بادگیرها وجود دارد که زیبایی حیاط مرکزی را دوچندان می‌کند.
این بنا تک‌ایوانی است و در دو طرف شمال و جنوب آن فضاهای زمستانی و تابستانی تعریف شده است. در ضلع جنوبی، حوض‌خانه، بادگیر و مخازن ذخیره‌سازی مواد غذایی است. در قسمت شمالی نیز با هدف استفاده از آفتاب زمستانی، تالار به‌نسبت بزرگی ایجاد شده است. در وسط حیاط هم حوضی است که با عبور آب از لوله‌های سفالی و معابر متصل به خانه، آب‌گیری می‌شده است.
از مهم‌ترین ویژگی‌های نیارشی این بنا که نشان‌دهنده نبوغ معماران ایرانی است، پایین‌بودن سطح اشغال بنا از زمین‌های اطراف و همچنین کوچک‌پیمون‌بودن آن است که در تعدیل نوسان‌های آب‌وهوایی منطقه نقش اساسی دارد.
سال۱۳۹۱ میراث فرهنگی بنای قدیمی را مرمت کرد و قرار بود اسباب بازدید عمومی آن را فراهم کند، ولی پس از کش‌وقوس‌های فراوان در نهایت خانه پدری و دوران کودکی بدیع‌الزمان فروزانفر به هیئت‌امنای انتشار آثارش واگذار شد.